# ميالادا سوسري
ميالادا سوسري (بالتايلاندية: เมลดา สุศรี) مغنية وممثلة وعارضة أزياء ومقدمة برامج تلفزيونية تايلاندية. ولدت في بانكوك.

## المهنة
كانت مغنية في فرقة الفتيات Kiss Me Five من 2010 إلى 2013. شاركت وفازت في مسابقة عارضة الأزياء التايلاندية في عام 2013، وبعد ذلك وقعت مع القناة 7 وأصبحت الممثلة الحصرية لهم وفازت بعدة جوائز، أنتهى عقدها مع القناة 7 في مايو 2020. في يونيو 2020 ، وقعت مع القناة 3 لتصبح واحدة من ممثلاتهن الحصريات.

## الحياة الشخصية
في عام 2020 ، بدأت بمواعدة زميلها النجم ميك تونغرايا بعد ست سنوات من التعرف على بعضهما البعض.